# Район Наугард

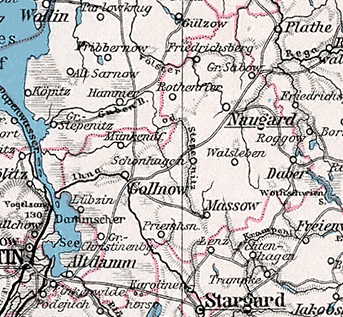
Карта округу, 1905 р.

Район Наугард (нім. Landkreis Naugard) — колишній район в Померанії, який існував як пруссько-німецький район з 1818 і до 1945 рр. Інколи район називали за прізвищем найбільшої родини землевласників Девіц (нім. Dewitz).
Станом на 1 січня 1945 р. до складу району Наугард належало:
- 4 міста Добра, Голенюв, Машево та Новогард
- 111 громад з не більше 2000 мешканцями
- та 1 сільська громада (Форстен)